# Kalmarsund-Sandstein

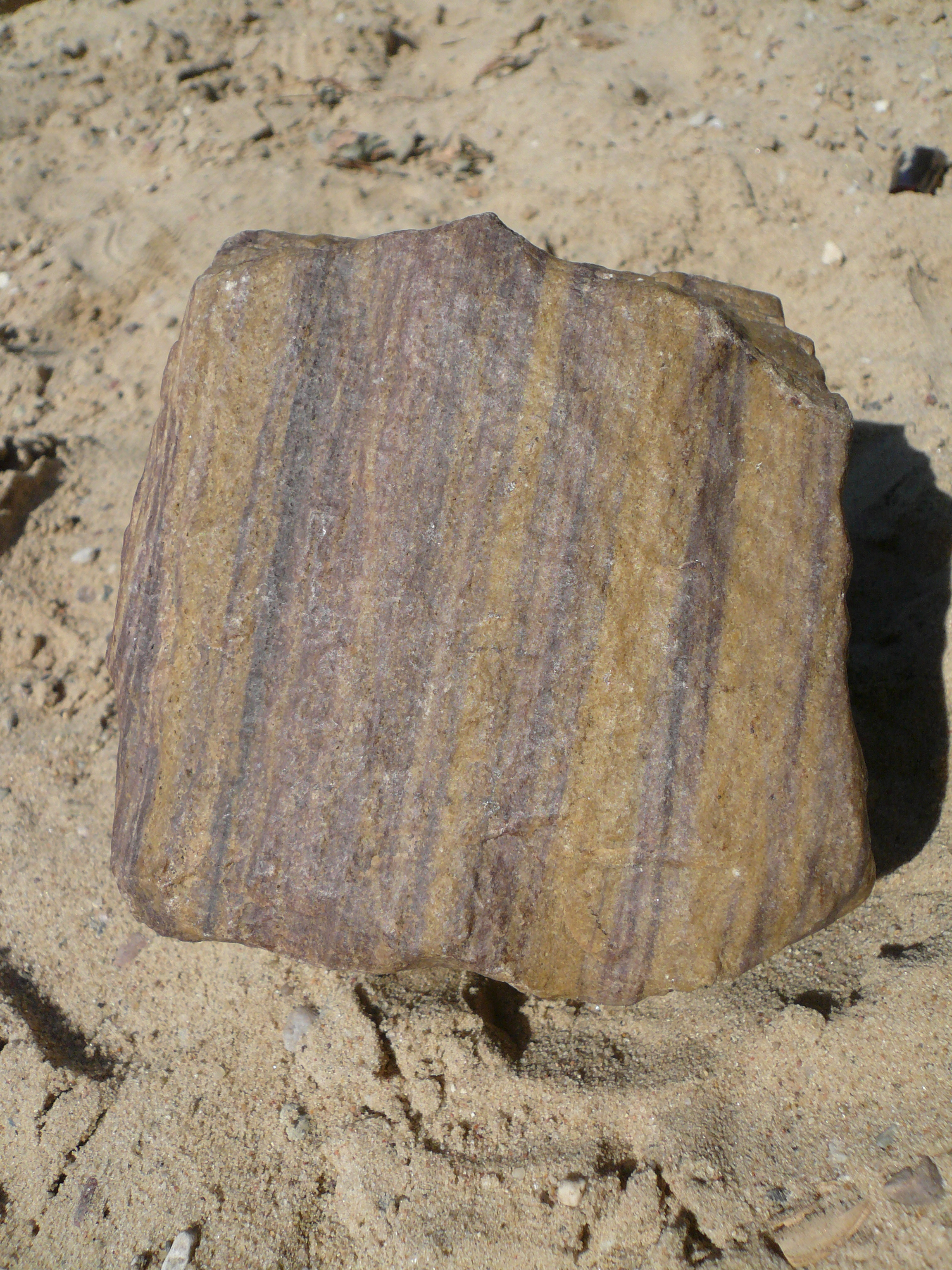
Kalmarsund-Sandstein, Geschiebe

Der Kalmarsund-Sandstein oder Kalmarsund-Quarzit stammt aus dem Ediacarium (Eokambrium) Skandinaviens (550 Millionen Jahre) von der Ostküste von Småland und Blekinge. Er lagert dort einer alten Strandterrasse auf, die flach zum Kalmarsund einfällt. Anstehend tritt er in einem fünf bis zehn Kilometer breiten Küstenstreifen auf dem småländischen Festland auf und bildet den Untergrund des Kalmarsundes.
Der rot/beige gebänderte feinkörnige Sandstein wurde im Flachwasser abgelagert, worauf die abgerollten Quarzkörner, das Bindemittel Hämatit sowie die häufig auftretenden Schrägschichtungen hinweisen. Neben der normalen Schichtung zeigt der Kalmarsund-Sandstein eine auffallende Streifung, die nicht der Schichtung folgt, sondern auf Oxidation und Ausfällung von Brauneisen während der Ablagerung zurückgeht. Überkreuzen sich diese Bänderungen in divergierenden Richtungen, so spricht man vom Chiasma-Sandstein (von griechisch χι), der nur vom Kalmarsund bekannt ist.

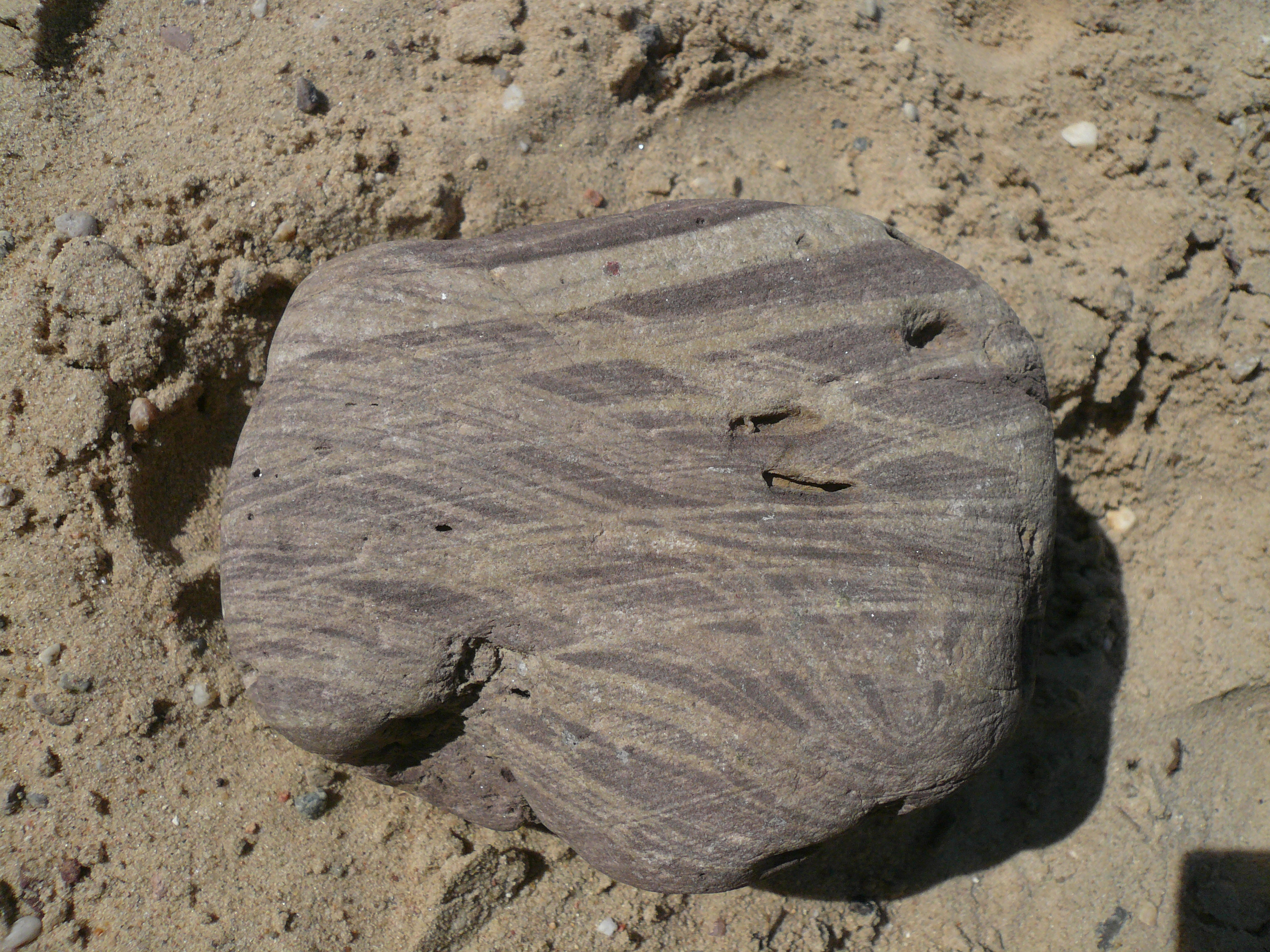
Chiasma-Sandstein, Öland

Aus dem Kalmarsund-Sandstein stammt das berühmte Fossil Xenusion auerswaldae.
Der Kalmarsund-Sandstein tritt häufig im nordischen Geschiebe auf; er ist ein Leitgeschiebe.